# Fabio Valente
Fabio Valente (en latín, Fabius Valens) fue un comandante de la legión romana I Germanica en 69. Es famoso por haber participado en las luchas de poder durante el año de los cuatro emperadores entre Galba, Vitelio y Otón. 

## Biografía
Valente nació en Anagnia en el Lacio, en el seno de una familia equestre. Tácito lo describe como de costumbres libres y de espíritu no falto de atractivo, habiéndose exhibido como mimo en el teatro con ocasión de las fiestas juvenales.
Fue el primer comandante de una legión que se alineó con Galba, arrastrando a las otras legiones.
Como lugarteniente de legión, ejecutó la orden de Galba en 68: el asesinato de Fonteyo Capitón que habría fomentado disturbios en África, o que no habría seguido las intenciones belicosas de Valente y de Cornelio Aquino. Estuvo junto con Aulo Cecina Alieno, legado en la Galia. Según Tácito, su ambición y su temeridad fueron desmedidas, al sofocar el complot de Capito.
El 2 de enero de 69 ingresó en Colonia, en donde saludó, junto con la caballería legionaria, al emperador Vitelio (aunque no detentó efectivamente el cargo hasta la derrota de Otón en la primera batalla de Bedriacum en abril de 69, en la que participó Valente junto con Aulo Cecina Alieno). El futuro emperador Vitelio, ya aclamado como tal por los ejércitos del Rin, encargó a los dos legados atravesar Galia y caer sobre Roma para derrocar a Galba (de hecho encontraron en el camino a Otón, quien se había convertido en emperador en el ínterin). Valente estaba a la cabeza de la élite de la Germania Inferior junto con la legio V Alaudae reforzada por cohortes auxiliares y por cuerpos de caballería auxiliar reclutada por alistamiento voluntario de ciudadanos romanos o provinciales, es decir, aproximadamente 40 000 hombres. Su misión le hizo atravesar el territorio de los heduos, donde buscó «un pretexto para la guerra». En seguida, se estacionó en Lugdunum, donde disuadió a sus tropas para saquear la ciudad vecina de Vienne para vengar a los habitantes de Lugdunum, después de que la ciudad rival hubiera levantado un ejército durante la revuelta de Vindex contra Nerón; sin embargo, Tácito agrega que «la ciudad [de Vienne] debió entregar sus armas y cada uno de sus habitantes proporcionó toda suerte de provisiones a los soldados [...] el propio Valente se había dejado comprar a buen precio.».
Valente y Cecina cruzaron juntos los Alpes. Finalmente, participaron en la primera batalla de Bedriacum en abril de 69, donde Otón se suicidó tras la victoria de Vitelio, que se hizo reconocer emperador romano.
Cuando las legiones de Oriente y del Danubio proclamaron emperador a Vespasiano, Valente permaneció fiel a Vitelio, pero dudó, perdió un tiempo valioso y no pudo reunirse con las tropas de Cecina. Después de la derrota de las tropas de Cecina en Cremona, Valente intentó apoderarse de la Galia, donde esperaba reunir nuevas tropas. Embarcado en el golfo de Pisa, fue empujado por los vientos al puerto de Hercule Monecus, donde se enteró de que los partidarios de Vespasiano habían tomado el control de la región de Fréjus. Volvió a embarcarse con una pequeña escolta, pero cerca de Marsella, en las islas de Hyères, fue hecho prisionero y su captura provocó un realineamiento general a favor de Vespasiano.
Valente terminó su vida en cautividad, ya que fue ejecutado en Urbino y su cabeza fue exhibida a las últimas unidades de Vitelio como prueba de su derrota.